# Port lotniczy Roxas
Port lotniczy Roxas (IATA: RXS, ICAO: RPVR) – międzynarodowy port lotniczy położony w Roxas, na Filipinach.

## Linie lotnicze i połączenia
| Linia Lotnicza      | Kierunek  |
| ------------------- | --------- |
| Cebu Pacific        | 1. Manila |
| PAL Express         | 1. Manila |
| Philippines AirAsia | 1. Manila |